# نك جوناس
نيكولاس "نيك" جوناس (بالإنجليزية: Nick Jonas) من مواليد 16 سبتمبر 1992، هو مغنٍ وكاتب أغانٍ وممثل أمريكي. اشتهر كأحد أعضاء فرقة "جوناس براذرز" لموسيقى البوب روك، التي شكّلها مع شقيقيه جو وكيفن جوناس.
شارك نيك في بطولة المسلسل التلفزيوني جوناس الذي عُرض على قناة ديزني إلى جانب أشقائه جو، وكيفن، وفرانكي، كما لعب دور البطولة في فيلم قناة ديزني كامب روك، وتابع أداءه في الجزء الثاني من الفيلم بعنوان كامب روك 2: الحفل الختامي.

## النشأة

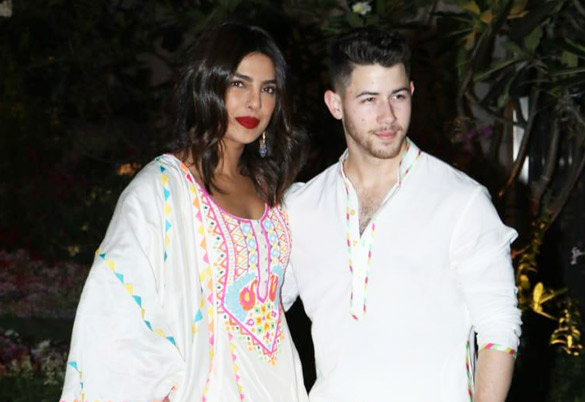
بريانكا شوبرا ونك جوناس، مومباي 2020

ولد نيك جوناس في دالاس، تكساس، وهو ابن دينيس، وهي مدرسة للغة الإشارة. نيك من الإيرلنديون (عن جده لأمه) وشيروكي وإيطالي وألماني النسب. واشترك مع خمس جمعيات خيرية مختلفة، وهدفهم هو جمع الأموال والتوعية لمرض السكري. كما وضع إعلان خدمة عامة مع المواطنين بواشنطن لدعم رعاية مرضى السكري. يعتنق نيك جوناس المسيحية على مذهب الكنيسة الخمسينية.. وذكرت مايلي سايرس أنها كانت رفيقته من يونيو 2006 إلى ديسمبر 2007، كما واعد نيك جواناس الممثلة والمغنية الأمريكية سيلينا غوميز بعد أن انتهت علاقته بمايلي سايرس إلا أن علاقتهما استمرت لبضعة أشهر فقط. وقد نشات علاقة بين نيك والممثلة الهندية بريانكا شوبرا. وتقدم لخطبتها في عيد ميلادها 36 رغم فارق العمر بينهما. ثم تزوجها في 1 ديسمبر 2018.

## وصلات خارجية
- الموقع الرسمي
- نيك جوناس على موقع IMDb (الإنجليزية)
- نيك جوناس على موقع روتن توميتوز (الإنجليزية)
- نيك جوناس على موقع ألو سيني (الفرنسية)
- نيك جوناس على موقع ميوزك برينز (الإنجليزية)
- نيك جوناس على موقع رولينغ ستون (الإنجليزية)
- نيك جوناس على موقع أول موفي (الإنجليزية)
- نيك جوناس على موقع بوكس أوفيس موجو (الإنجليزية)
- نيك جوناس على موقع قاعدة بيانات برودواي على الإنترنت (الإنجليزية)
- نيك جوناس على موقع إن إن دي بي (الإنجليزية)
- نيك جوناس على موقع أول ميوزيك (الإنجليزية)